# Lucius Seius Tubero
Lucius Seius Tubero  war ein römischer Politiker und Senator, der im 1. Jahrhundert n. Chr. lebte.
Tubero war ein Sohn des Prätorianerpräfekten Lucius Seius Strabo und der Bruder des Lucius Aelius Seianus. Unter Germanicus war Tubero in Germanien Legat, im Jahr 18 wurde er Suffektkonsul. 24 wurde Tubero trotz schwerer Krankheit zusammen mit Gnaeus Cornelius Lentulus Augur von Vibius Serenus wegen der Aufwiegelung des Feindes und der Unruhestiftung im Staat angeklagt. Beide wurden aber von Kaiser Tiberius freigesprochen.